# Goal! Goal! Goal!
Goal! Goal! Goal! es un videojuego de fútbol desarrollado por Visco y editado por SNK en 1995 para Neo-Geo MVS.

## Jugabilidad
El juego representa un mundial de fútbol simplificado, que consiste en eliminar a siete selecciones para alzarse con la victoria final. Los tres primeros son anunciados simulando una etapa de grupos previa a las eliminatorias. Los otros cuatro, como parte de esa eliminatoria. En esa segunda etapa se muestran todas las selecciones clasificadas y se va descubriendo cuáles avanzan y cuáles se van quedando en el camino.
Cada encuentro dura dos minutos, deteniéndose el tiempo cada vez que el balón no está en juego, al contrario de las reglas oficiales de este deporte. Cuando el reloj llega a cero, habrá doce segundos extra no mostrados en pantalla, a modo de tiempo de descuento.
Como ocurre en muchos juegos de fútbol que no son simuladores, al empatar habrá que continuar con un crédito adicional, para entonces decidir si se repite el partido o se opta por una tanda de penaltis.

## Equipos
El juego presenta a 28 selecciones nacionales, las cuales poseen tres características que las diferencian entre sí y que son mostradas a la hora de elegir cada una: Disparo, Defensa y Velocidad. Los países representados con sus banderas son, por orden de posición en la pantalla de selección:
| América*     | México    | Colombia | Bolivia   | Holanda  | Bélgica    | Irlanda |
| España       | Marruecos | Brasil   | Argentina | Alemania | Suiza      | Nigeria |
| Italia       | Camerún   | Noruega  | Suecia    | Bulgaria | Rumanía    | Grecia  |
| Arabia Saudí | Rusia     | Corea*   | Japón     | Francia  | Inglaterra | Uruguay |

- América hace referencia a los Estados Unidos de América, mientras que Corea, a Corea del Sur.

## Formaciones
Se disponen 6 tipos de formaciones para elegir, no pudiendo ser cambiada la escogida a lo largo de la partida. Aparecen de la siguiente manera en pantalla:
| 4-4-2 | 3-4-3 |
| 4-2-4 | 5-3-2 |
| 4-3-3 | 3-5-2 |

## Controles
El juego se maneja con la habitual palanca o control de ocho direcciones, para dirigir a los futbolistas de nuestro equipo (el control del portero es automático, salvo en los penaltis) y con tres botones de acción, que realizan las siguientes funciones:
- Botón A (con el balón): Hace las funciones de tiro a puerta o despeje. Si se mantiene pulsado, aparecerá una barra indicadora fluctuante en la parte superior de la pantalla, la cual representa la fuerza con la que será ejecutado el disparo en el momento de soltar el botón. Para el portero con el balón, le servirá para despejarlo. También es el botón para disparar en tiros de penal. Sirve además para sacar de falta (tiro libre), banda o esquina, donde estará presente también la barra de carga.

Cuando el jugador recibe un pase alto, este botón sirve para rematar a puerta de forma potente y llamativa (puntapiés estilizados, chilenas...)
- Botón A (sin el balón): Realizará una entrada al futbolista rival si éstos se encuentran cerca, para intentar hacerse con el balón. Esta entrada muy rara vez es motivo de penalización, pero puede ser evitada con un movimiento de tacón o de forma automática por un equipo con alto valor en el atributo Defensa. Este botón también le sirve al portero para lanzarse en la dirección deseada durante los penaltis en contra.

- Botón B (con el balón): Hace las funciones de pase. Mandará el balón al compañero que se encuentre más próximo, dependiendo de hacia dónde esté mirando el jugador que va a realizar el pase. De no haber nadie, el pase se realizará igualmente, pero de manera imprevisible. Al igual que el botón A, el botón B sirve para que el portero despeje y para sacar de falta, banda o esquina.

Cuando el jugador recibe un pase alto, este botón sirve para golpear el balón con la cabeza. Ya sea para realizar pases combinados o para rematar a puerta.
- Botón B (sin el balón): Realiza una carga contra el futbolista que lleva el balón si ambos están suficientemente cerca, al igual que la entrada con el botón A. A diferencia de esa otra, ésta no puede ser detenida si se ejecuta con éxito, además de dejar al otro jugador tumbado un instante. Por ello, la frecuencia con la que este tipo de ataque es motivo de penalización, es mayor.

- Botones A + B (con el balón solamente): Realiza un movimiento de tacón que eleva el balón un instante, mientras recupera automáticamente el control del mismo. Sirve para evitar las entradas del rival (no las cargas) y como maniobra de distracción. Si se tiene la suficiente habilidad, puede servir como auto pase para rematar a puerta.

- Botón C (con el balón solamente): Un disparo flojo directo, que puede hacer las veces de pase al hueco o servir cuando se necesita disparar a una portería muy próxima, para evitar tener que pulsar y soltar, como ocurre con el botón A.

- Botón D: No se utiliza en este juego.

## Goles especiales
Algo muy popular, entre jugadores de este título, es el anuncio en pantalla de un mensaje tras un gol que ha sido conseguido de manera concreta. Son los siguientes:
1. «Beautiful» (bonito): Un gol dentro del área mediante un remate directo con el botón A (chilena, chute lateral).
2. «Wonderful» (maravilloso): Un gol dentro del área mediante un remate directo con el botón B (de cabeza).
3. «Powerful» (potente): Un gol dentro del área mediante un disparo muy potente, cuando la barra de carga está muy llena.
4. «Supergoal» (súper gol): Un gol desde fuera del área (incluido el gol olímpico).
5. «Miracle» (milagro): Un gol en tiempo de descuento que pone al equipo por delante en el marcador o en situación de empate.
6. «Own Goal» (gol propio): Un gol en propia meta.